# San Francesco al Campo
San Francesco al Campo – miejscowość i gmina we Włoszech, w regionie Piemont, w prowincji Turyn.
Według danych na rok 2004 gminę zamieszkiwało 4286 osób, 285,7 os./km².